# 1989 (musical)
1989 – musical w reżyserii Katarzyny Szyngiery, którego premiera odbyła się 2 grudnia 2022 na deskach Teatru im. Juliusza Słowackiego w Krakowie.
Autorami scenariusza są Marcin Napiórkowski, Katarzyna Szyngiera oraz Mirosław Wlekły. Musical opisujący działalność opozycjonistów antykomunistycznych w Polsce na przestrzeni lat 1980–1989 został bardzo dobrze przyjęty przez publiczność oraz krytyków, otrzymując m.in. Paszport „Polityki” oraz Nagrodę Teatralną im. Stanisława Wyspiańskiego. 27 maja 2024 nastąpiła premiera sztuki w Teatrze Telewizji Polskiej. 10 października 2024 ukazał się album 1989 (musical), który w kwietniu 2025 otrzymał Fryderyka.  

## Tło i wydanie
Pomysłodawcą oraz twórcą libretta spektaklu jest Marcin Napiórkowski. Musical zainspirowany jest brodwayowską sztuką pt. Hamilton, a jego styl muzyczny opiera się w głównej mierze na rapie, zawierając poboczne motywy muzyczne takie jak: soul, R&B, pop oraz disco polo. Powstanie pomysłu opisał w wywiadzie z Katarzyną Kubisiowską dyrektor Teatr im. Juliusza Słowackiego w Krakowie Krzysztof Głuchowski:

„Marcin Napiórkowski wpadł na ten dowcip, bo to był dowcip rzucony na bankiecie po premierze „Jedzonka” [spektakl krakowskiego Teatru im. Juliusza Słowackiego], który robił ten sam skład scenarzystów(…). I on [M. Napiórkowski] rzucił hasło – no to teraz(...) zróbmy polskiego Hamiltona(...) o 89. roku”

Twórcą muzyki jest Andrzej „Webber” Mikosz. W sztuce zostały zawarte nawiązania muzyczne do współczesnych wykonawców m.in.: Young Leosi (utwór Szklanki), spektaklu Hamilton (Alexander Hamilton) oraz 50 Centa. Teksty utworów zostały stworzone przez Marcina Napiórkowskiego, przy współpracy z Patrykem Bobrekiem (utwory „Debata”, „Porozmawiajmy” i „Olo, game changer”), Antonim Sztabą (piosenka „Olo, game changer”) oraz Adamem Zielińskim (tekst „A co jeśli wygramy?”). Scenariusz musicalu został napisany przez Marcina Napiórkowskiego, Katarzynę Szyngierę oraz Mirosława Wlekłego. W ramach przygotowania autorzy tekstu sztuki przez dwa lata analizowali dokumenty oraz przeprowadzali wywiady ze świadkami wydarzeń m.in. Danutą i Lechem Wałęsą oraz Władysławem Frasyniukiem.

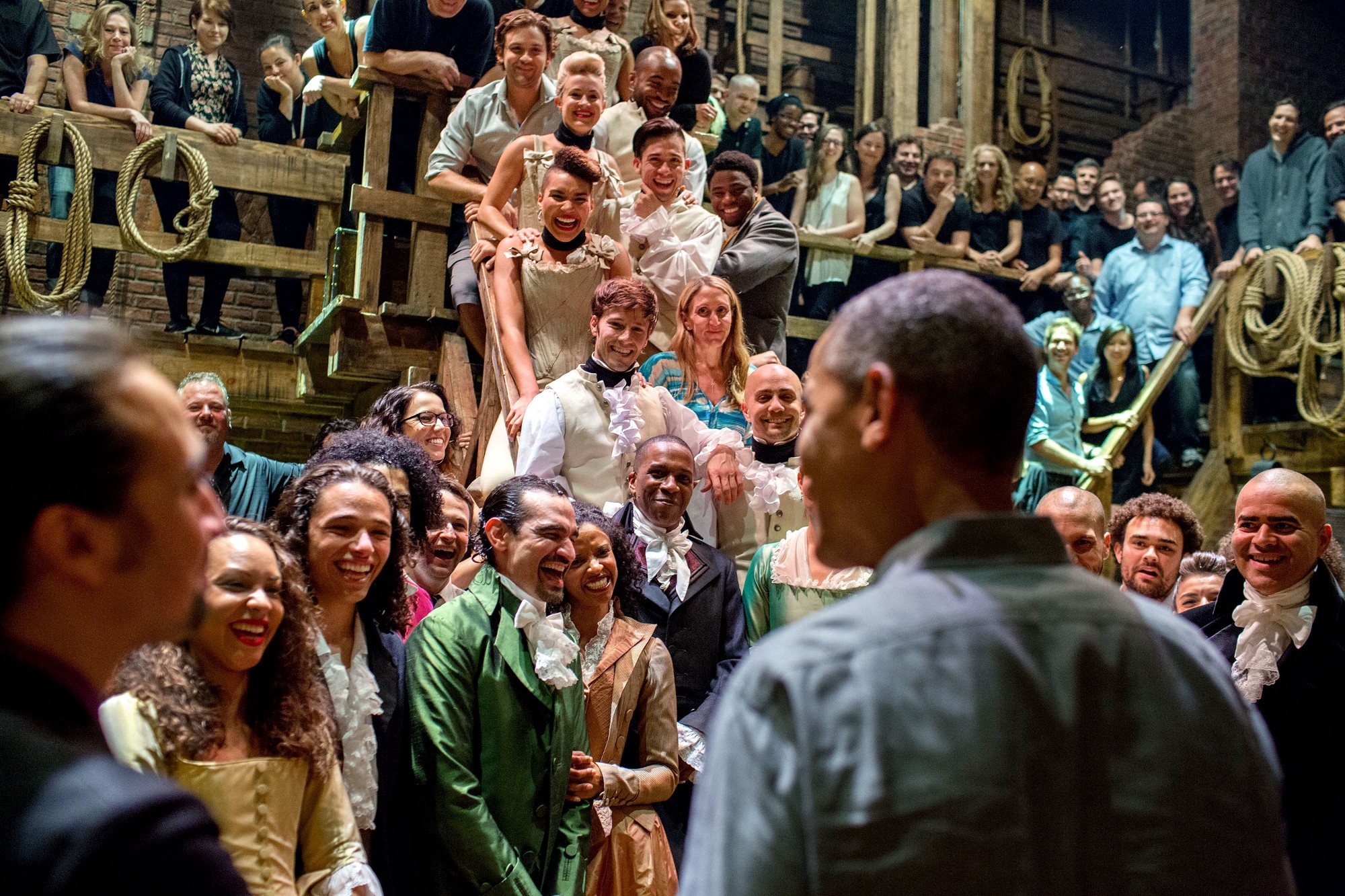
Obsada spektaklu Hamilton, który był inspiracją dla twórców 1989 do stworzenia polskiego rapowego musicalu o działaniach opozycjonistów antykomunistycznych

Prapremiera spektaklu odbyła się 19 listopada 2022 w Gdańskim Teatrze Szekspirowskim, będącym wspólnie z Teatrem im. Juliusza Słowackiego w Krakowie koproducentem sztuki. Premiera musicalu odbyła się 2 grudnia krakowskim teatrze im. Juliusza Słowackiego. W marcu 2024 poinformowano, że musical będzie miał swoją premierę w Teatrze Telewizji Polskiej. Transmisja emitowana na antenie TVP1 i TVP Kultura odbyła się 27 maja 2024 i zgromadziła ponad 800 tys. widzów.

## Opis
Spektakl trwa 2 godziny 40 minut z jedną przerwą. Akcja sztuki rozgrywa się w latach 1980–1989 i zawiera retrospekcję do lat. 50 XX wieku. Musical ukazuje zarówno wydarzenia historyczne takie jak: strajki w sierpniu 1980 roku, stan wojenny, odebranie nagrody Nobla dla Lecha Wałęsy przez Danutę Wałęsę, rozmowy w Magdalence, okrągły stół; oraz sceny prywatne między bohaterami, bądź śpiewane monologi. Główną rolę w sztuce odgrywają pary: Krystyna i Władysław Frasyniukowie, Gaja i Jacek Kuroniowie, Danuta i Lech Wałęsowie oraz Alina Pienkowska i Bogdan Borusewicz. Dodatkowo pojawiają się role m.in.: Anny Walentynowicz, Aleksandra Kwaśniewskiego, Bronisława Geremka, Wojciecha Jaruzelskiego, Alfreda Miodowicza, Henryki Krzywonos oraz Zofii Romaszewskiej.

## Reakcje

### Odbiór świadków wydarzeń
Pozytywną opinię na temat sztuki wyraziła Danuta Wałęsa, która zgodziła się wziąć udział w teledysku do piosenki „Danuta odbiera Nobla”. Danuta Kuroń wyraziła zaskoczenie i radość z projektu stwierdzając, że może to pomóc w przekazaniu historii młodym pokoleniom. Bogdan Borusewicz w wywiadzie dla TVP stwierdził, że „przybył na sztukę aby ją skrytykować, a wyszedł nią zbudowany”. Henryka Krzywonos określiła sztukę jako „jeden z najlepszych musicali ostatnich lat w Polsce”.

### Reakcje krytyków

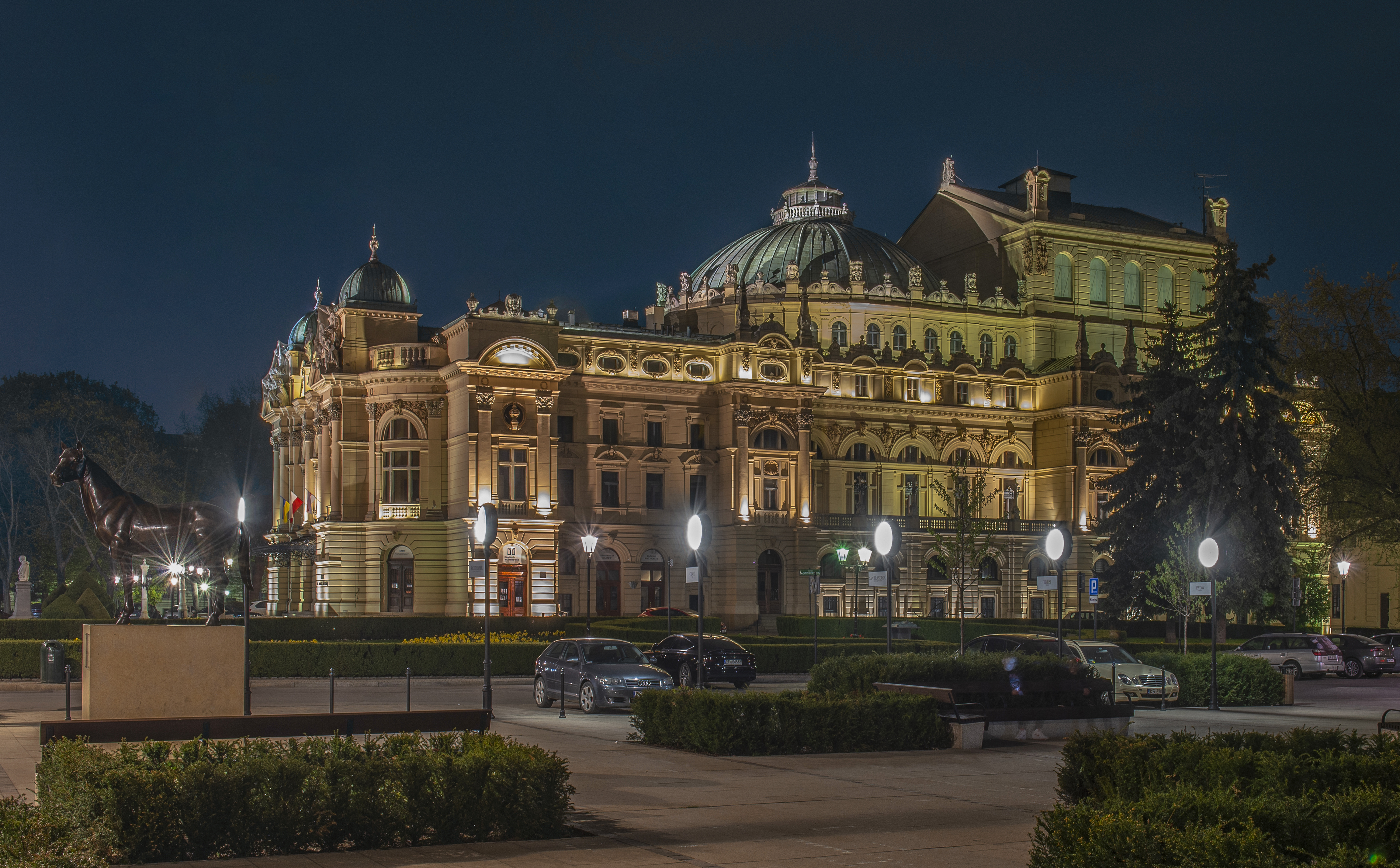
Budynek Teatr im. Juliusza Słowackiego w Krakowie, instytucji koproducenckiej sztukę

Dawid Dudko w recenzji dla portalu Onet zwrócił uwagę na dobrą muzykę, choreografię oraz skład aktorski. Zauważył również obiektywizm w kwestiach historycznych (ukazanie wątpliwości co do stosunków Wałęsy ze służbą bezpieczeństwa oraz sceny z Magdalenki), zwrócił jednak uwagę na brak ukazania roli Kościoła. Aneta Kyzioł w tekście tygodnika „Polityka” oceniła spektakl na maksymalną liczbę pięciu gwiazdek. Maja Głowacka pisząc dla czasopisma „Krytyka Polityczna” uznała, że „największą zaletą 1989 jest to, że jest po prostu dobrym musicalem”, dodatkowo chwaląc poruszenie kwestii roli kobiet. Sebastian Łupak z portalu Wirtualna Polska pochwalił choreografię, muzykę, słowa oraz reżyserię. Stwierdzi, że „autorom udało się ożywić te pomnikowe postaci. Nikt tu nie jest z marmuru czy żelaza”.
Zbigniew Przybyłka pisząc dla portalu Klubu Jagiellońskiego stwierdził, że aspekt artystyczny sztuki jest na bardzo wysokim poziomie. Negatywną opinię wyraził natomiast na temat treści, zwracając uwagę na brak ukazania postaci takich jak Andrzej i Joanna Gwiazda, którzy idealnie wpasowaliby się w formułę spektaklu. Skrytykował on również brak ukazania roli Kościoła i uznał, że musical łączy Polaków tylko z „plemienia „anty-PiS-u”.

### Nagrody i nominacje
| Rok  | Organizator                                                          | Kategoria                                                          | Rezultat | Przypis       |
| ---- | -------------------------------------------------------------------- | ------------------------------------------------------------------ | -------- | ------------- |
| 2023 | Nagrody Teatralne Miasta Gdańska                                     | Nagroda Specjalna                                                  | Wygrana  | [ 28 ]        |
| 2023 | Nagrody Teatralne Miasta Gdańska                                     | Reżyseria (Katarzyna Szyngiera)                                    | Wygrana  | [ 28 ]        |
| 2023 | Nagrody Teatralne Marszałka Województwa Pomorskiego                  | Spektakl Roku 2022                                                 | Wygrana  | [ 28 ]        |
| 2023 | Gala „Pomorzanka/Pomorzanin roku 2022”                               | Pomorzanka roku (Katarzyna Szyngiera za reżyserię musicalu „1989”) | Wygrana  | [ 29 ]        |
| 2023 | Festiwal Sztuk Przyjemnych i Nieprzyjemnych w Łodzi                  | Spektakl Roku 2022                                                 | Wygrana  | [ 1 ] [ 30 ]  |
| 2023 | O!Lśnienia – Nagrody Kulturalne Onetu i Miasta Krakowa               | Teatr (Katarzyna Szyngiera)                                        | Wygrana  | [ 31 ]        |
| 2023 | Ogólnopolski Plebiscyt Musicalowych Premier (Festiwal CZAS NA TEATR) | Najlepsza piosenka musicalowa („Ten tłum robi bum”)                | Wygrana  | [ 32 ] [ 33 ] |
| 2023 | Międzynarodowy Festiwal Teatralny KONTAKT                            | Nagroda Główna Marszałka Województwa Kujawsko-Pomorskiego          | Wygrana  | [ 34 ]        |
| 2023 | 29. Ogólnopolski Konkurs na Wystawienie Polskiej Sztuki Współczesnej | I nagroda (twórcy i wykonawcy)                                     | Wygrana  | [ 35 ]        |
| 2023 | 29. Ogólnopolski Konkurs na Wystawienie Polskiej Sztuki Współczesnej | Aktorstwo (Karolina Kazoń i Magdalena Osińska)                     | Wygrana  | [ 35 ]        |
| 2023 | 29. Ogólnopolski Konkurs na Wystawienie Polskiej Sztuki Współczesnej | Reżyseria światła (Paulina Góral)                                  | Wygrana  | [ 35 ]        |
| 2023 | 29. Ogólnopolski Konkurs na Wystawienie Polskiej Sztuki Współczesnej | Muzyka (Andrzej „Webber” Mikosz)                                   | Wygrana  | [ 35 ]        |
| 2023 | Miesięcznik Teatr                                                    | Nagroda Specjalna                                                  | Wygrana  | [ 36 ]        |
| 2023 | Nagroda Teatralna im. Stanisława Wyspiańskiego                       | Nagroda Główna                                                     | Wygrana  | [ 37 ]        |
| 2023 | Międzynarodowy Festiwal Teatralny BOSKA KOMEDIA w Krakowie           | Nagroda Specjalna                                                  | Wygrana  | [ 1 ]         |
| 2024 | Paszport „Polityki”                                                  | Teatr (Katarzyna Szyngiera)                                        | Wygrana  | [ 38 ]        |
| 2024 | 64. Kaliskie Spotkanie Teatralne                                     | Artysta na początku drogi aktorskiej (Antoni Sztaba)               | Wygrana  | [ 39 ]        |
| 2024 | 64. Kaliskie Spotkanie Teatralne                                     | Nagroda aktorska (Magdalena Osińska)                               | Wygrana  | [ 39 ]        |
| 2025 | Fryderyki 2025                                                       | Album roku muzyka ilustracyjna (Andrzej „Webber” Mikosz)           | Wygrana  | [ 40 ]        |

## Obsada i oprawa

### Aktorzy
- Rafał Szumera (Lech Wałęsa)
- Karolina Kazoń (Danuta Wałęsa)
- Mateusz Bieryt (Władysław Frasyniuk)
- Agnieszka Kościelniak (Krystyna Frasyniuk)
- Marcin Czarnik (Jacek Kuroń)
- Magdalena Osińska (Grażyna Kuroń)
- Daniel Malchar (Bogdan Borusewicz)
- Karolina Kamińska (Alina Pienkowska)
- Dominika Feiglewicz / Alina Szczegielniak (Henryka Krzywonos)
- Małgorzata Majerska (Anna Walentynowicz)
- Julia Latosińska (Zofia Romaszewska/ Danuta Kuroń/ Topola, córka Frasyniuków)
- Rafał Dziwisz (Wojciech Jaruzelski, Erich Koch)
- Dominik Stroka (premier Mieczysław Jagielski/ sekretarz Tadeusz Fiszbach/ minister Czesław Kiszczak)
- Antoni Sztaba (Arkadiusz Rybicki/ Aleksander Kwaśniewski/ Erich Honecker, jako wrona)
- Wojciech Dolatowski (Jerzy Borowczak/ Alfred Miodowicz/ Janusz Reykowski/ Nicolae Ceaușescu, jako wrona)
- Bartosz Bandura (Bronisław Geremek/ Leonid Breżniew i Todor Żiwkow, jako wrona)

### Zespół taneczny
- Antoni Sztaba
- Małgorzata Majerska
- Bartosz Bandura
- Bartosz Bandura
- Paulina Narożnik
- Dasha Melekh

### Zespół muzyczny
- Piotr Bolanowski (instrumenty klawiszowe)
- Jasiek Kusek (bas)
- Jarosław Pakuszyński (elektronika)
- Wojciech Długosz (perkusja, kierownictwo muzyczne)

## Muzyka
27 maja 2024 poinformowano, że ukaże się album z piosenkami ze spektaklu „1989”. Zgodnie z zapowiedzią pierwszy singiel promocyjny „Danuta odbiera Nobla” ukazał się 7 czerwca. W sierpniu 2024 podano datę premiery całego krążka, która przypadła na 10 października 2024. Wydanie płyty zostało poprzedzone opublikowaniem drugiego singla „A co, jeśli się uda?” w wykonaniu jego autorów Łony i Webbera. Album zajął na polskich listach sprzedaży OLIS: 3. miejsce (zestawienie ogólne albumów), 1. miejsce (albumy fizyczne) oraz 1. miejsce (albumy winyle). W kwietniu 2025 krążek otrzymał Fryderyka w kategorii album roku muzyka ilustracyjna. 